# Список парусных крейсерских судов Российского императорского флота
В список включены все парусные крейсерские суда, состоявшие на вооружении Российского императорского флота.
Крейсерскими или корсарскими судами в Российском флоте называли небольшие парусные суда различных типов и размеров, которые поступали на российскую службу во время русско-турецких войн. Эти корабли приобретались на Чёрном и Эгейском морях у греков, однако часть судов входила в состав российского флота на добровольной основе. Несли службу в составе Средиземноморской эскадры и Черноморского флота. Экипажи судов комплектовались из добровольцев, а командирами зачастую становились их бывшие судовладельцы, многие из которых получали морские или сухопутные чины Российской империи.
Крейсерские суда действовали как под Андреевским, так и под нейтральными флагами. Использовались в качестве транспортных, посыльных и разведывательных судов в составе флота, а также действовали на коммуникациях противника для уничтожения и захвата транспортных судов. Многие из крейсерских судов принимали участие в морских сражениях российского флота, нападениях на турецкие города и береговые батареи. Также в Средиземном море в интересах России действовали корсарские флотилии Ламбро Качиони и Гульемо Лоренца, формально не входившие в состав Российского императорского флота, однако при необходимости поднимавшие андреевский флаг.

## Легенда
Суда, входившие в состав российского флота, представлены в порядке очерёдности включения их в состав флота, в рамках одного года — по алфавиту. Суда греческих корсарских флотилий приведены в порядке убывания класса, начиная с флагмана флотилии, в рамках одного класса — по алфавиту.
В связи с тем, что для большей части судов не сохранились сведения о времени завершения ими службы в составе флота, в таблицах отсутствует соответствующий раздел. Сохранившиеся сведения о выводе из эксплуатации приведены в разделе История службы соответствующих судов. Ссылки на источники информации для каждой строки таблиц списка и комментариев, приведённых к соответствующим строкам, сгруппированы и располагаются в столбце Примечания.
- Размер — длина и ширина судна в метрах.
- Осадка — осадка судна (глубина погружения в воду) в метрах.
- История службы — основные места и события, год вывода из состава флота, если он известен.
- н/д — нет данных.

Сортировка может проводиться по любому из выбранных столбцов таблиц, кроме столбцов История службы и Примечания.

## Крейсерские суда Черноморского флота, купленные у греков
В разделе приведены все крейсерские суда, входившие в состав Черноморского флота России, которые были приобретены для нужд флота у греков.
| Вх.  | Наименование             | Ор.                                                    | Размер                                                 | Осадка                                                 | Экипаж                                                 | История службы | Прим.                |
| ---- | ------------------------ | ------------------------------------------------------ | ------------------------------------------------------ | ------------------------------------------------------ | ------------------------------------------------------ | --- | -------------------- |
| 1787 | Абельтаж                 | 14                                                     | 24,4 х 7,5                                             | 2,8                                                    | 52                                                     | Принимало участие в русско-турецкой войне 1787—1791 годов, в том числе в сражении у Фидониси, Керченском сражении, сражении у мыса Тендра и сражении при Калиакрии. С 1793 по 1800 год использовалось для перевозки грузов между портами Чёрного и Азовского морей. | [ 1 ] [ 2 ] [ 4 ]    |
| 1787 | Александр                | н/д                                                    | 18,3 х 7                                               | 3,1                                                    | н/д                                                    | Принимало участие в русско-турецкой войне 1787—1791 годов, в том числе в действиях флота под Очаковом, Керченском сражении и сражении у мыса Тендра. | [ 1 ] [ 5 ] [ 6 ]    |
| 1787 | Березань                 | 6                                                      | 23,9 х 7                                               | 3,1                                                    | 40                                                     | Принимало участие в русско-турецкой войне 1787—1791 годов, в том числе в сражениях у Фидониси и мыса Тендра. Ежегодно с 1793 по 1798 год выходило в плавания в Чёрное и Азовское моря. 23 января (3 февраля) 1798 года разбилось на входе в Севастопольскую бухту. | [ 4 ] [ 6 ] [ 7 ]    |
| 1787 | Богородица Псковская     | Сведений о конструкции судна и экипаже не сохранилось  | Сведений о конструкции судна и экипаже не сохранилось  | Сведений о конструкции судна и экипаже не сохранилось  | Сведений о конструкции судна и экипаже не сохранилось  | Принимало участие в русско-турецкой войне 1787—1791 годов, использовалось для перевозки грузов из Херсона и Таганрога в Севастополь. | [ 4 ] [ 6 ] [ 8 ]    |
| 1787 | Донай                    | 6                                                      | 21,8 х 7                                               | 2,7                                                    | н/д                                                    | Принимало участие в русско-турецкой войне 1787—1791 годов, в том числе в сражениях у Фидониси и мыса Тендра, а также сражении при Калиакрии. | [ 4 ] [ 6 ] [ 8 ]    |
| 1787 | Карл-Константин          | Сведений о конструкции судов не сохранилось            | Сведений о конструкции судов не сохранилось            | Сведений о конструкции судов не сохранилось            | 42                                                     | Принимало участие в русско-турецкой войне 1787—1791 годов, в том числе в сражении у Фидониси, Керченском сражении, сражении у мыса Тендра и сражении при Калиакрии. | [ 5 ] [ 6 ] [ 8 ]    |
| 1787 | Кеко-Тавро               | Сведений о конструкции судов не сохранилось            | Сведений о конструкции судов не сохранилось            | Сведений о конструкции судов не сохранилось            | 42                                                     | Принимало участие в русско-турецкой войне 1787—1791 годов, в том числе в сражениях у Фидониси, мыса Тендра и при Калиакрии. | [ 5 ] [ 9 ] [ 10 ]   |
| 1787 | Кондутор                 | Сведений о конструкции судна и экипаже не сохранилось  | Сведений о конструкции судна и экипаже не сохранилось  | Сведений о конструкции судна и экипаже не сохранилось  | Сведений о конструкции судна и экипаже не сохранилось  | Принимало участие в русско-турецкой войне 1787—1791 годов, использовалось для поиска судов противника. 12 (23) февраля 1790 года было подожжено одним из матросов и взорвалось. | [ 6 ] [ 11 ]         |
| 1787 | Панагия Апотогрилли      | н/д                                                    | 18,1 х 6,7                                             | 2,4                                                    | н/д                                                    | Принимало участие в русско-турецкой войне 1787—1791 годов, в том числе крейсерских операциях флота на Чёрном море. | [ 5 ] [ 9 ] [ 11 ]   |
| 1787 | Панагия Апотокофоры      | Сведений о конструкции судна и экипаже не сохранилось  | Сведений о конструкции судна и экипаже не сохранилось  | Сведений о конструкции судна и экипаже не сохранилось  | Сведений о конструкции судна и экипаже не сохранилось  | Принимало участие в русско-турецкой войне 1787—1791 годов, использовалось в качестве крейсерского судна и для доставки материалов на суда флота. | [ 5 ] [ 9 ] [ 11 ]   |
| 1787 | Панагия Апотуменгано     | 14                                                     | Не сохранилось                                         | Не сохранилось                                         | 76                                                     | Принимало участие в русско-турецких войнах 1787—1791 годов и 1806—1812 годов, а также в войне с Францией 1798—1800 годов, в том числе в сражении у Фидониси, Керченском сражении, сражении у мыса Тендра и сражении при Калиакрии. Также использовалось как крейсерское, разведывательное, посыльное и грузовое судно. | [ 12 ] [ 13 ] [ 14 ] |
| 1787 | Панагия Дусено           | 14                                                     | 20,7 х 6,4                                             | 2,7                                                    | 42                                                     | Принимало участие в русско-турецкой войне 1787—1791 годов, в том числе в сражении у Фидониси, Керченском сражении, сражении у мыса Тендра и сражении при Калиакрии. С 1793 по 1796 год использовалось для грузовых перевозок между портами Чёрного и Азовского морей. В 1797 году совершило плавание к Константинополь, а в 1798 году несло брандвахтенную службу в Одессе.                                                                               | [ 4 ] [ 6 ] [ 15 ]   |
| 1787 | Панагия Калигати         | Сведений о конструкции судна и экипаже не сохранилось  | Сведений о конструкции судна и экипаже не сохранилось  | Сведений о конструкции судна и экипаже не сохранилось  | Сведений о конструкции судна и экипаже не сохранилось  | Принимало участие в русско-турецкой войне 1787—1791 годов, в том числе в сражениях у Фидониси и мыса Тендра. | [ 4 ] [ 6 ] [ 15 ]   |
| 1787 | Панагия Попанди          | н/д                                                    | 19,2 х 9,2                                             | 2,7                                                    | 50                                                     | Принимало участие в русско-турецкой войне 1787—1791 годов, в том числе в сражении у Фидониси, Керченском сражении, сражении у мыса Тендра и сражении при Калиакрии. Разбилось в 1797 году в районе Одессы. | [ 4 ] [ 6 ] [ 15 ]   |
| 1787 | Панагия Турлени          | н/д                                                    | 22,1 х 6,9                                             | 3,2                                                    | 50                                                     | Принимало участие в русско-турецкой войне 1787—1791 годов, в том числе в сражении у Фидониси, Керченском сражении, сражении у мыса Тендра и сражении при Калиакрии. | [ 5 ] [ 6 ] [ 16 ]   |
| 1787 | Принц Александр          | 14                                                     | 22 х 8,5                                               | 3,8                                                    | 40                                                     | Принимало участие в русско-турецкой войне 1787—1791 годов, в том числе в сражении у Фидониси. Ежегодно с 1792 по 1797 год выходило в плавания в Чёрное море. Разобрано в Таганроге в 1804 году. | [ 4 ] [ 6 ] [ 16 ]   |
| 1787 | Принцесса Елена          | 16                                                     | 22,7 х 8,4                                             | 3,1                                                    | 53                                                     | Принимало участие в русско-турецкой войне 1787—1791 годов, в том числе в сражении у Фидониси, Керченском сражении, сражении у мыса Тендра и сражении при Калиакрии. В 1796 и 1797 годах использовалось для грузовых перевозок между портами Чёрного моря. 10 (21) марта 1797 года разбилось на Одесском рейде. | [ 4 ] [ 6 ] [ 16 ]   |
| 1787 | Святая Параскева         | Сведений о конструкции судов и экипажах не сохранилось | Сведений о конструкции судов и экипажах не сохранилось | Сведений о конструкции судов и экипажах не сохранилось | Сведений о конструкции судов и экипажах не сохранилось | Принимало участие в русско-турецкой войне 1787—1791 годов, в том числе в сражении у Фидониси. | [ 4 ] [ 6 ] [ 17 ]   |
| 1787 | Святая Татьяна           | Сведений о конструкции судов и экипажах не сохранилось | Сведений о конструкции судов и экипажах не сохранилось | Сведений о конструкции судов и экипажах не сохранилось | Сведений о конструкции судов и экипажах не сохранилось | Принимало участие в русско-турецкой войне 1787—1791 годов, использовалось в качестве крейсерского и транспортного судна. | [ 5 ] [ 9 ] [ 17 ]   |
| 1787 | Святой Александр         | н/д                                                    | 22,7 х 6,8                                             | 2,3                                                    | 44                                                     | Принимало участие в русско-турецкой войне 1787—1791 годов, в том числе в сражении у Фидониси, Керченском сражении, сражении у мыса Тендра и сражении при Калиакрии. После войны использовалось в качестве транспортного судна. | [ 4 ] [ 6 ] [ 16 ]   |
| 1787 | Святой Андрей            | 4                                                      | 22,9 х 6,9                                             | 2,3                                                    | н/д                                                    | Принимало участие в русско-турецкой войне 1787—1791 годов, в том числе сражении при Калиакрии. С 1792 по 1798 год выходило в плавания в Чёрное и Азовское моря. Разобрано в Таганроге в 1804 году. | [ 5 ] [ 9 ] [ 18 ]   |
| 1787 | Святой Николай (малый)   | н/д                                                    | 16,9 х 7                                               | 2,4                                                    | н/д                                                    | Принимало участие в русско-турецкой войне 1787—1791 годов, использовалось в качестве транспортного судна. Разобрано в Николаеве в 1804 году. | [ 5 ] [ 9 ] [ 17 ]   |
| 1787 | Святой Николай (большой) | н/д                                                    | 21,8 х 6,9                                             | 2,7                                                    | н/д                                                    | Принимало участие в русско-турецкой войне 1787—1791 годов, использовалось в качестве транспортного судна. Разбилось в 1788 году. | [ 4 ] [ 9 ] [ 17 ]   |
| 1787 | Святой Николай           | Сведений о конструкции судов и экипажах не сохранилось | Сведений о конструкции судов и экипажах не сохранилось | Сведений о конструкции судов и экипажах не сохранилось | Сведений о конструкции судов и экипажах не сохранилось | Принимало участие в русско-турецкой войне 1787—1791 годов, в том числе в Керченском сражении, сражении у мыса Тендра и сражении при Калиакрии. С 1792 по 1796 год использовалось в качестве транспортного судна. | [ 5 ] [ 17 ] [ 19 ]  |
| 1787 | Симферополь              | Сведений о конструкции судов и экипажах не сохранилось | Сведений о конструкции судов и экипажах не сохранилось | Сведений о конструкции судов и экипажах не сохранилось | Сведений о конструкции судов и экипажах не сохранилось | Принимало участие в русско-турецкой войне 1787—1791 годов, использовалось в качестве крейсерского и транспортного судна. | [ 4 ] [ 6 ] [ 17 ]   |
| 1787 | Феникс                   | 12                                                     | 24,4 х 7,3                                             | 2,9                                                    | 52                                                     | Принимало участие в русско-турецкой войне 1787—1791 годов, в том числе в сражении у Фидониси, Керченском сражении, сражении у мыса Тендра и сражении при Калиакрии. С 1794 по 1797 год выходило в практические плавания в Чёрное и Азовское моря. Принимало участие в войне с Францией 1798—1800 годов, использовалось в качестве транспортного судна. В 1801 и 1802 годах выходило в плавание в Чёрное море. После 1803 года было разобрано в Николаеве. | [ 4 ] [ 6 ] [ 20 ]   |
| 1788 | Георгий Победоносец      | Сведений о конструкции судна и экипаже не сохранилось  | Сведений о конструкции судна и экипаже не сохранилось  | Сведений о конструкции судна и экипаже не сохранилось  | Сведений о конструкции судна и экипаже не сохранилось  | Принимало участие в русско-турецкой войне 1787—1791 годов, в том числе в сражении при Калиакрии. | [ 5 ] [ 9 ] [ 21 ]   |
| 1788 | Красноселье              | 14                                                     | 21,4 х 6,6                                             | 2,6                                                    | 92                                                     | Принимало участие в русско-турецкой войне 1787—1791 годов, в том числе в Керченском сражении, сражении у мыса Тендра и сражении при Калиакрии. Ежегодно с 1792 по 1794 год выходило в плавания в Чёрное море. Принимало участие в войне с Францией 1798—1800 годов, в том числе в захвате Кефалонии и блокаде Анкона. В 1804 году было разобрано в Николаеве.                                                                                             | [ 5 ] [ 9 ] [ 21 ]   |
| 1788 | Могилети                 | 4                                                      | 21,7 х 6,7                                             | 3,7                                                    | 48                                                     | Принимало участие в русско-турецкой войне 1787—1791 годов, в том числе в Керченском сражении и сражении у мыса Тендра. Участвовало в войне с Францией 1798—1800 годов, использовалось для перевозки войск. С 1801 по 1805 год совершало плавания между портами Чёрного моря. | [ 9 ] [ 22 ] [ 23 ]  |
| 1788 | Надежда на благополучие  | Сведений о конструкции судов и экипажах не сохранилось | Сведений о конструкции судов и экипажах не сохранилось | Сведений о конструкции судов и экипажах не сохранилось | Сведений о конструкции судов и экипажах не сохранилось | Принимало участие в русско-турецкой войне 1787—1791 годов, в том числе в сражении при Калиакрии. | [ 5 ] [ 9 ] [ 24 ]   |
| 1788 | Святой Спиридон          | Сведений о конструкции судов и экипажах не сохранилось | Сведений о конструкции судов и экипажах не сохранилось | Сведений о конструкции судов и экипажах не сохранилось | Сведений о конструкции судов и экипажах не сохранилось | Принимало участие в русско-турецкой войне 1787—1791 годов, в том числе в сражении при Калиакрии. В 1793 году несло брандвахтенную службу в Николаеве. | [ 5 ] [ 9 ] [ 25 ]   |
| 1788 | Слава Святого Георгия    | Сведений о конструкции судов и экипажах не сохранилось | Сведений о конструкции судов и экипажах не сохранилось | Сведений о конструкции судов и экипажах не сохранилось | Сведений о конструкции судов и экипажах не сохранилось | Принимало участие в русско-турецкой войне 1787—1791 годов, в том числе в сражениях у мыса Тендра и при Калиакрии. | [ 5 ] [ 9 ] [ 25 ]   |
| 1789 | Граф Северный            | Сведений о конструкции судов и экипажах не сохранилось | Сведений о конструкции судов и экипажах не сохранилось | Сведений о конструкции судов и экипажах не сохранилось | Сведений о конструкции судов и экипажах не сохранилось | Принимало участие в русско-турецкой войне 1787—1791 годов, в том числе в сражении при Калиакрии. В 1792 и 1793 годах выходило в плавания в Чёрное море. | [ 9 ] [ 25 ] [ 22 ]  |
| 1789 | Дмитрий Солунский        | н/д                                                    | 21,4 х 7,6                                             | 2,9                                                    | н/д                                                    | Принимало участие в русско-турецкой войне 1787—1791 годов, использовалось в качестве транспортного судна. | [ 9 ] [ 25 ] [ 22 ]  |
| 1789 | Климент Папа Римский     | Сведений о конструкции судна не сохранилось            | Сведений о конструкции судна не сохранилось            | Сведений о конструкции судна не сохранилось            | 60                                                     | Принимало участие в русско-турецкой войне 1787—1791 годов, в том числе в Керченском сражении и сражении при Калиакрии. | [ 6 ] [ 25 ] [ 22 ]  |
| 1789 | Лифартун                 | н/д                                                    | 19,5 х 6                                               | 2,6                                                    | н/д                                                    | Принимало участие в русско-турецкой войне 1787—1791 годов, использовалось в качестве транспортного судна и для конвоирования трофейных судов. 8 (19) мая 1791 года затонуло в Таганрогском порту. | [ 9 ] [ 25 ] [ 22 ]  |
| 1789 | Почтальон                | Сведений о конструкции судна и экипаже не сохранилось  | Сведений о конструкции судна и экипаже не сохранилось  | Сведений о конструкции судна и экипаже не сохранилось  | Сведений о конструкции судна и экипаже не сохранилось  | Принимало участие в русско-турецкой войне 1787—1791 годов, использовалось в качестве транспортного судна. | [ 9 ] [ 25 ] [ 22 ]  |
| 1789 | Святой Василий           | н/д                                                    | 21,4 х 6,1                                             | 3,2                                                    | н/д                                                    | Принимало участие в русско-турецкой войне 1787—1791 годов, использовалось в качестве транспортного судна. В 1792 и 1792 годах использовалось для перевозки грузов между портами Чёрного моря. | [ 9 ] [ 22 ] [ 26 ]  |

## Крейсерские суда Черноморского флота, поступившие из Средиземноморской эскадры
В разделе приведены крейсерские суда, принимавшие участие в действиях Средиземноморской эскадры, а в 1792 году перешедшие под видом торговых судов в Чёрное море и вошедшие в состав Черноморского флота.
| Наименование   | Ор.   | Размер     | Осадка | История службы | Прим.                              |
| -------------- | ----- | ---------- | ------ | --- | ---------------------------------- |
| Александр      | н/д   | 23,8 х 7,3 | 3,3    | В 1789—1791 годах находился в составе Средиземноморской эскадры. Сведений о плаваниях судна в составе Черноморского флота не сохранилось. | [ 27 ] [ 28 ]                      |
| Ахилл          | 10/20 | 23,8 х 7,3 | 3,3    | В 1790 и 1791 годах находилось в составе Средиземноморской эскадры. Ежегодно с 1794 по 1798 год выходил в практические плавания в Чёрное море в составе эскадр. 16 (27) июля 1798 года внезапно налетевшим шквалом был перевернут и затонул. Весь экипаж, за исключением одного матроса, погиб.     | [ 27 ] [ 29 ] [ 30 ] [ 31 ] [ 32 ] |
| Святая Елена   | 28    | 26,2 х 7,9 | 2,3    | В 1789—1791 годах находилось в составе Средиземноморской эскадры. С 1795 по 1805 год использовалось для перевозки грузов между портами Чёрного и Азовского морей. Принимало участие в русско-турецкой войне 1806—1812 годов, в том числе в действиях флота у Трапезунда. Разобрано после 1810 года. | [ 22 ] [ 27 ] [ 33 ]               |
| Святой Матвей  | 16    | 26,5 х 7,4 | 3,25   | В 1789—1791 годах находились в составе Средиземноморской эскадры. Сведений о плаваниях судов в составе Черноморского флота не сохранилось. | [ 27 ] [ 28 ]                      |
| Святой Николай | 18    | 26,5 х 7,5 | 2,9    | В 1789—1791 годах находились в составе Средиземноморской эскадры. Сведений о плаваниях судов в составе Черноморского флота не сохранилось. | [ 27 ] [ 28 ]                      |

## Суда флотилии Гульемо Лоренца
В разделе приведены крейсерские суда флотилии Гульемо Лоренца, созданной в 1788 году на Средиземном море на российские деньги и действовавшей в интересах России. Размеры кораблей, как и подробности службы каждого из них не сохранились.
| Наименование     | Класс     | Ор. | Экипаж | Командир                    | Прим.  |
| ---------------- | --------- | --- | ------ | --------------------------- | ------ |
| Фама             | фрегаты   | 62  | 250    | подполковник Гульемо Лоренц | [ 34 ] |
| Абонданцо        | фрегаты   | 20  | 120    | лейтенант Телесницкий       | [ 34 ] |
| Перфет Альянс    | фрегаты   | 20  | 120    | капитан армии Войнович      | [ 34 ] |
| Российский Орёл  | пакетбот  | 24  | 90     | лейтенант Дешаплет          | [ 34 ] |
| Святая Екатерина | шебеки    | 16  | 50     | грек Лаин                   | [ 34 ] |
| Святой Николай   | шебеки    | 20  | 50     | грек Кацори                 | [ 34 ] |
| Минерва          | шебеки    | 20  | 40     | англичанин Шмидт            | [ 34 ] |
| Святой Иоанн     | полакр    | 24  | 50     | грек Калига                 | [ 34 ] |
| Святой Николай   | кирлангич | 14  | 50     | грек Пандем                 | [ 34 ] |

## Суда флотилии Ламбро Качиони
В разделе приведены крейсерские суда флотилии Ламбро Качиони, действовавшей на Средиземном море в интересах России с 1788 по 1790 год. Размеры кораблей, как и подробности службы каждого из них не сохранились. 7 (18) мая 1790 года флотилия была фактически уничтожена турецко-алжирским флотом в результате сражения при острове Андрос. Ламбро Качиони удалось добраться до острова Цериго с тремя уцелевшими в битве гребными судами.
| Наименование               | Класс      | Ор. | История службы | Прим.  |
| -------------------------- | ---------- | --- | --- | ------ |
| Минерва Севера             | фрегаты    | 28  | Был переделан под фрегат из купленного в феврале 1788 года в Триесте торгового судна. Потоплен во время боя 7 (18) мая 1790 года алжирской эскадрой. | [ 35 ] |
| Александр Безбородко       | фрегаты    | 16  | Сведения о фрегате после боя 7 (18) мая 1790 года с алжирской эскадрой отсутствуют.                                                                  | [ 35 ] |
| Ахиллес                    | фрегаты    | н/д | Фрегату удалось вырваться из боя боя 7 (18) мая 1790 года и дойти до острова Андрос, где он был затоплен экипажем.                                   | [ 35 ] |
| Князь Потёмкин Таврический | фрегаты    | 16  | Сведения о фрегате после боя 7 (18) мая 1790 года с алжирской эскадрой отсутствуют.                                                                  | [ 35 ] |
| Лабелла Виенна             | полакры    | н/д | В бою 7 (18) мая 1790 года были захвачены судами алжирской эскадры, а экипажи уничтожены.                                                            | [ 35 ] |
| Виктория                   | полакры    | н/д | В бою 7 (18) мая 1790 года были захвачены судами алжирской эскадры, а экипажи уничтожены.                                                            | [ 35 ] |
| Принчипе Паоло             | полакры    | н/д | В бою 7 (18) мая 1790 года были захвачены судами алжирской эскадры, а экипажи уничтожены.                                                            | [ 35 ] |
| Великий князь Александр    | кирлангичи | 16  | Бывшие турецкие суда, захваченные в 1788 году фрегатом «Минерва Севера». Сведения о судах после боя 7 (18) мая 1790 года отсутствуют.                | [ 35 ] |
| Великий князь Константин   | кирлангичи | 22  | Бывшие турецкие суда, захваченные в 1788 году фрегатом «Минерва Севера». Сведения о судах после боя 7 (18) мая 1790 года отсутствуют.                | [ 35 ] |
| Без названия               | кирлангичи | 8   | В бою 7 (18) мая 1790 года сдался алжирцам. | [ 35 ] |

### Комментарии
1. ↑  От нем. Donau.
2. ↑  Или «Кондуктор».
3. ↑  Судно имело парусное вооружение брига, в связи с чем позже числилось в списках судов флота в качестве брига.
4. ↑  Или «Панагия ди Дусено».
5. 1 2 3  Судно имело парусное вооружение бригантины.
6. ↑  Или «Дмитрий Селунский».
7. ↑  Также числился в списках судов флота в качестве кирлангича.
8. ↑  По другим данным было приобретено для нужд флота в 1992 году на Чёрном море.
9. ↑  50 пушек и 12 фальконетов.
10. ↑  20 пушек и 4 фальконета.
11. ↑  8 пушек и 12 фальконетов.
12. ↑  16 пушек и 8 фальконетов.